# Frido Mann

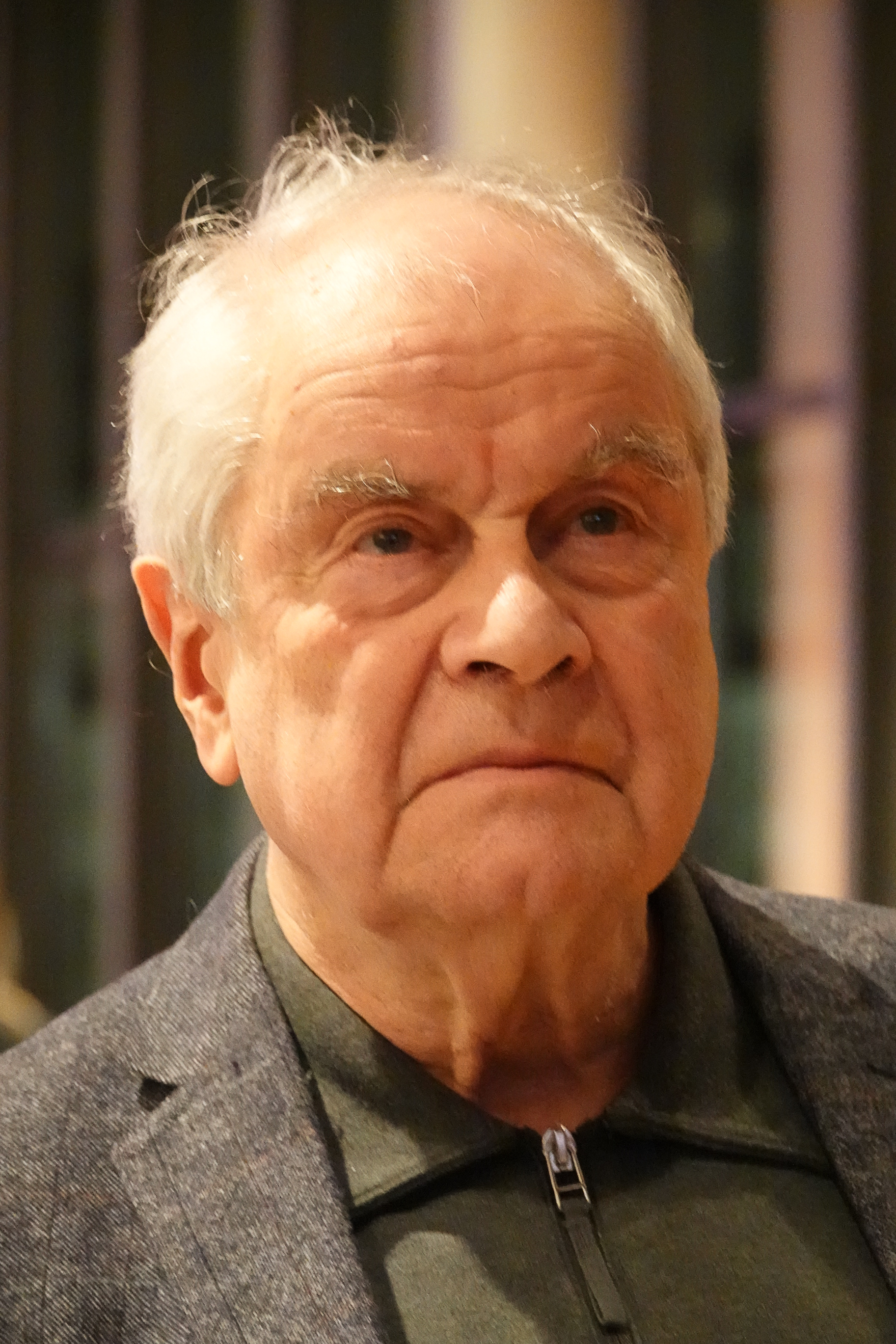
Frido Mann 2025

Fridolin „Frido“ Mann (* 31. Juli 1940 in Monterey, Kalifornien) ist ein deutsch-schweizerischer Psychologe und Schriftsteller. Das Mitglied der Mann-Familie besitzt neben der Schweizer und der deutschen auch die amerikanische und die tschechische Staatsangehörigkeit.

## Leben
Frido Mann, Sohn der Schweizerin Gret Moser (1916–2007) und Michael Manns, des jüngsten Sohnes Thomas Manns, wurde in eine Schriftstellerfamilie hineingeboren. Er wuchs hauptsächlich in der Schweiz bei seiner Großmutter Katia Mann auf. Mehrfach wurde er während seiner Kindheit auch über längere Zeit im Haus der Großeltern, dem heutigen Kulturzentrum Thomas-Mann-Haus in Pacific Palisades, USA, betreut. Frido Mann gilt als Lieblingsenkel Thomas Manns, der ihm in Gestalt des Nepomuk Schneidewein („Echo“) in seinem Roman Doktor Faustus ein literarisches Denkmal setzte und sich auch in seinen Tagebüchern häufiger mit diesem Kind seines jüngsten Sohnes beschäftigte. Als Ersatzvater fungierte auch sein Onkel Golo Mann.

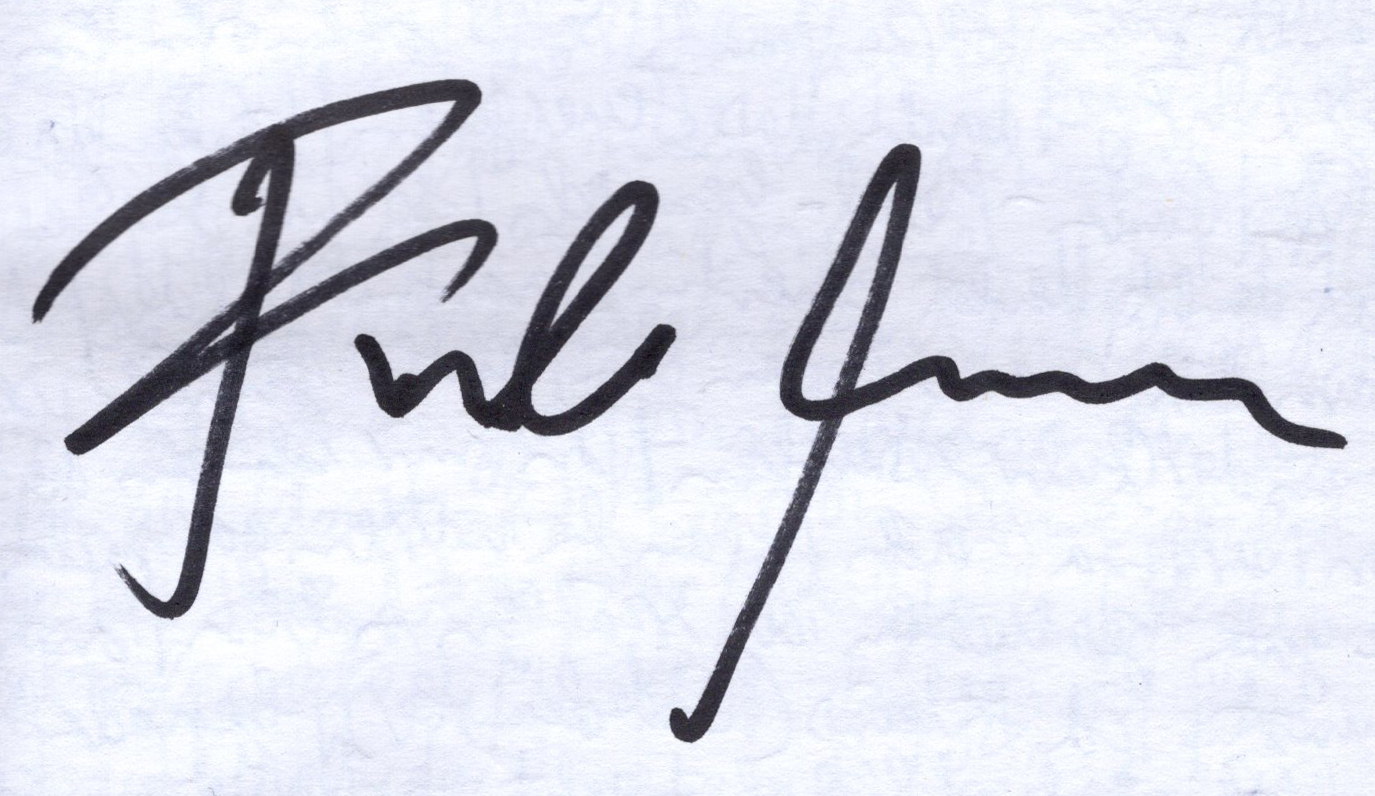
Signatur von Frido Mann (2018)

Nach der Matura 1959 in der Schweiz studierte Frido Mann zunächst an der Universität Zürich Musik. Das Studium schloss er 1964 an der Accademia Nazionale di Santa Cecilia in Rom ab. Im Anschluss absolvierte er, vom Protestantismus (er wurde wie alle Thomas-Mann-Enkel unitarisch getauft) zum Katholizismus konvertiert, ein Studium der kath. Theologie und Philosophie an der Ludwig-Maximilians-Universität München, wo er 1969 mit dem Thema Das Abendmahl beim jungen Luther zum Doktor promovierte.
Danach wurde er wissenschaftlicher Assistent bei Karl Rahner an der Universität Münster. Gleichzeitig absolvierte er dort ein Psychologiestudium, das er 1972 als Diplom-Psychologe abschloss. Anschließend war er als Klinischer Psychologe am Psychiatrischen Krankenhaus in Gütersloh tätig. 1978 war er Gastdozent für Psychologie an der Universität Leipzig. Ab 1980 arbeitete er als wissenschaftlicher Angestellter im Fach Medizinische Psychologie an der Universität Münster. Dort erfolgte 1981 die Habilitation und die Verleihung der Venia legendi für das Fach Psychologie. Nach anschließender Tätigkeit als Privatdozent wurde er 1986 zum Professor für Psychologie ernannt. Bis 1990 war er geschäftsführender Direktor des Instituts für Medizinische Psychologie.
Seit 1981 ist er auch schriftstellerisch tätig und setzt sich unter anderem mit seiner Familiengeschichte, insbesondere dem brasilianischen Erbe seiner Urgroßmutter Julia da Silva-Bruhns auseinander. Der von ihm gegründete Verein Casa Mann will in ihrem noch erhaltenen Geburtshaus, der Villa Boa Vista in Paraty, ein europäisch-brasilianisches Kulturzentrum errichten. Ansonsten sind seine Werke stark von Erfahrungen und Eindrücken aus seiner Tätigkeit als Psychologe geprägt. Im Mai 2008 erschien seine Autobiografie Achterbahn. Ein Lebensweg, in der er sich auch aus psychologischer Sicht mit der Geschichte der Familie Mann befasst und auch die schwierige Beziehung zu seinen Eltern thematisiert.
2009 trat er aus der katholischen Kirche aus. Er begründete diesen „überfälligen“ Schritt mit der Versöhnungsgeste des Papstes Benedikt XVI. (2005–2013) gegenüber der Pius-Bruderschaft, der damals der Holocaust-Leugner Richard Williamson angehörte.

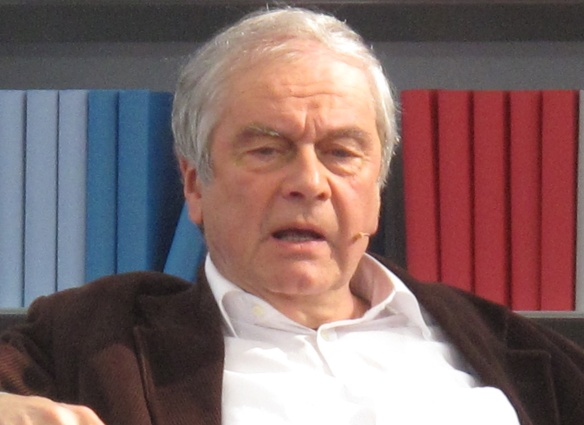
Frido Mann auf der Leipziger Buchmesse (2012)

Frido Mann ist seit 1966 mit Christine Heisenberg (* 1944), einer Tochter des Physikers und Nobelpreisträgers Werner Heisenberg, verheiratet; sie wurden 1968 Eltern ihres Sohns Stefan.
Mann hatte bereits die amerikanische und schweizerische Staatsangehörigkeit, als er 2007 die Urkunde zur tschechischen Staatsangehörigkeit als Bestätigung, dass sie schon seit seiner Geburt galt, erhielt. Mann hatte dabei die Wahl zwischen der tschechischen und der slowakischen Staatsangehörigkeit. 2012 bemühte er sich in München um die deutsche Staatsangehörigkeit und erfuhr, dass die seiner Familie in der Zeit des Nationalsozialismus aberkannte Staatsangehörigkeit längst wieder hergestellt und ein Antrag deswegen nicht nötig sei.
Anfang 2025 kündigte Frido Mann an, aus privaten und politischen Gründen in die Schweiz zu ziehen. Er sagte, in Deutschland werde es „politisch immer ungemütlicher, je mehr Macht die AfD bekommt.“ In der Partei gebe es Kreise, „die sind zu allem fähig.“ Es könne „gefährlich werden“.

## Werke
Sachbücher
- Das Abendmahl beim jungen Luther. Promotionsschrift. Hueber, München 1971.
- Psychiatrie ohne Mauern. Zu einer neuen psychosozialen Praxis. Campus, Frankfurt am Main 1979.
- Theoretische und praktische Grundlagen einer Konzeption psychosozialer Arbeit in der Psychiatrie. Diss. Leipzig 1980.
- Aufklärung in der Medizin. Theorie – empirische Ergebnisse – praktische Anleitung. Schattauer, Stuttgart 1984.
- Achterbahn. Ein Lebensweg. Rowohlt, Reinbek 2008; als Taschenbuch Rowohlt, Reinbek 2009, ISBN 978-3-499-62392-9.
- zusammen mit Karl-Josef Kuschel und Paulo Soethe: Mutterland. Die Familie Mann und Brasilien. Artemis und Winkler, Düsseldorf 2009, ISBN 978-3-538-07293-0.
- Mein Nidden. Auf der Kurischen Nehrung. Mareverlag, Hamburg 2012, ISBN 978-3-86648-148-0.
- Das Versagen der Religion. Betrachtungen eines Gläubigen. Kösel, München 2013, ISBN 978-3-466-37058-0.
- An die Musik. Ein autobiographischer Essay. Diederichs, München 2013, ISBN 978-3-641-15575-9.
- zusammen mit Christine Mann: Es werde Licht. Die Einheit von Geist und Materie in der Quantenphysik. S. Fischer, Frankfurt am Main 2017, ISBN 978-3-10-397245-0.
- Das Weiße Haus des Exils. Essay. S. Fischer, Frankfurt am Main 2018, ISBN 978-3-10-397-404-1.
- zusammen mit Christine Mann (Hrsg.): Im Lichte der Quanten. Konsequenzen eines neuen Weltbilds. wbg Theiss, Darmstadt 2021, ISBN 978-3-8062-4184-6.
- Democracy will win. Bekenntnisse eines Weltbürgers. wbg Theiss, Darmstadt 2021, ISBN 978-3-8062-4398-7.
- mit Marina Weisband: Was uns durch die Krise trägt: Ein Generationengespräch. wbg Theiss, Darmstadt 2023, ISBN 978-3-8062-4583-7.

Belletristik
- Professor Parsifal. Autobiographischer Roman. Edition Spangenberg, München 1985.
- Der Infant. Roman. Aisthesis, Bielefeld 1992.
- Terezin oder Der Führer schenkt den Juden eine Stadt. Eine Parabel. LIT, Münster 1994.
- Brasa. Roman. Nymphenburger, München 1999.
- Hexenkinder. Roman. Nymphenburger, München 2000.
- Nachthorn. Roman. Nymphenburger, München 2002.
- Babylon. Roman. Peniope, München 2007.